# Itinga (ort)
Itinga är en ort i Brasilien.   Den ligger i kommunen Itinga och delstaten Minas Gerais, i den sydöstra delen av landet, 700 km öster om huvudstaden Brasília. Itinga ligger 268 meter över havet och antalet invånare är 4 915.
Terrängen runt Itinga är varierad. Itinga ligger nere i en dal. Runt Itinga är det glesbefolkat, med 11 invånare per kvadratkilometer.. Det finns inga andra samhällen i närheten.
Omgivningarna runt Itinga är huvudsakligen savann.